# Хайме Сумалакаррегі
Хайме Сумалакаррегі (ісп. Jaime Zumalacárregui, 7 вересня 1956) — іспанський хокеїст на траві.
Срібний призер Олімпійських Ігор 1980 року.